# بیات (هشترود)
بیات یکی از روستاهای استان آذربایجان شرقی است که در دهستان آلمالو بخش مرکزی شهرستان هشترود واقع شده‌است.این روستا ۱۸۵ نفر جمعیت دارد.